# Лин (Масачусетс)
Лин (енгл. Lynn) град је у америчкој савезној држави Масачусетс. По попису становништва из 2010. у њему је живело 90.329 становника.

## Демографија
Према попису становништва из 2010. у граду је живело 90.329 становника, што је 1.279 (1,4%) становника више него 2000. године.
|                   | 2010.           | 2000.           |
| Укупно            | 90 329 (100,0%) | 89 050 (100,0%) |
| Белци             | 42 969 (47,57%) | 55 630 (62,47%) |
| Хиспаноамериканци | 29 013 (32,12%) | 16 383 (18,40%) |
| Афроамериканци    | 11 540 (12,78%) | 9 394 (10,55%)  |
| Азијати           | 6 292 (6,966%)  | 5 730 (6,435%)  |
| Остали            | 515 (0,570%)    | 1 913 (2,148%)  |